# Тейлор (Аризона)
Тейлор (англ. Taylor) — місто (англ. town) в США, в окрузі Навахо штату Аризона. Населення — 3995 осіб (2020).

## Географія
Тейлор розташований за координатами 34°26′34″ пн. ш. 110°5′55″ зх. д. / 34.44278° пн. ш. 110.09861° зх. д. (34.442748, -110.098534). За даними Бюро перепису населення США в 2010 році місто мало площу 84,63 км², з яких 84,57 км² — суходіл та 0,06 км² — водойми.
Тейлор розташований в широкій долині на сході центральної частини штату Аризона. На захід від нього перебуває Могеджон Рим (англ. Mogollon Rim) і Вайт-Маунтінс (англ. White Mountains — «білі гори») на півдні. Гори утворюють майже безперервний бар'єр, що захищає Тейлор від суворих зим і створення посушливого клімату.

## Історія
Тейлор був заснований Джеймсом Пірсом і названий на честь Джона Тейлора, 3-го голови Церкви Ісуса Христа Святих останніх днів. Місто було засноване в 1881 році і включене в 1966 році.

### Клімат
| Клімат : Тейлор                       | Клімат : Тейлор | Клімат : Тейлор | Клімат : Тейлор | Клімат : Тейлор | Клімат : Тейлор | Клімат : Тейлор | Клімат : Тейлор | Клімат : Тейлор | Клімат : Тейлор | Клімат : Тейлор | Клімат : Тейлор | Клімат : Тейлор | Клімат : Тейлор |
| Показник                              | Січ.            | Лют.            | Бер.            | Квіт.           | Трав.           | Черв.           | Лип.            | Серп.           | Вер.            | Жовт.           | Лист.           | Груд.           | Рік             |
| Абсолютний максимум, °C               | 26,1            | 25,6            | 27,8            | 33,3            | 36,7            | 38,9            | 40,0            | 38,9            | 36,7            | 32,2            | 32,2            | 23,9            | 40,0            |
| Середній максимум, °C                 | 9,2             | 12,8            | 16,0            | 20,4            | 25,1            | 30,7            | 32,2            | 30,7            | 27,6            | 21,8            | 14,4            | 9,4             | 20,9            |
| Середній мінімум, °C                  | −6,9            | −5,1            | −2,4            | 0,4             | 4,4             | 8,7             | 13,4            | 12,8            | 8,7             | 2,2             | −3,3            | −6,8            | 2,2             |
| Абсолютний мінімум, °C                | −34,4           | −27,2           | −20,6           | −16,1           | −8,3            | −6,7            | −2,8            | −2,2            | −5,6            | −11,7           | −27,2           | −31,1           | −34,4           |
| Норма опадів, мм                      | 19              | 18              | 26              | 11              | 15              | 8               | 44              | 62              | 42              | 32              | 24              | 23              | 324             |
| Днів з опадами                        | 4,3             | 4,4             | 4,9             | 2,6             | 2,7             | 2,2             | 8,3             | 9,4             | 5,8             | 4,4             | 3,7             | 3,9             | 56,6            |
| Днів зі снігом                        | 1,5             | 1,1             | 1,1             | 0,3             | 0,0             | 0,0             | 0,0             | 0,0             | 0,0             | 0,2             | 0,6             | 1,4             | 6,2             |
| ------------------------------------- | --------------- | --------------- | --------------- | --------------- | --------------- | --------------- | --------------- | --------------- | --------------- | --------------- | --------------- | --------------- | --------------- |
| Джерело: NOAA (extremes 1898–present) |                 |                 |                 |                 |                 |                 |                 |                 |                 |                 |                 |                 |                 |

## Демографія
Згідно з переписом 2010 року, у місті мешкало 4112 осіб у 1294 домогосподарствах у складі 1046 родин. Густота населення становила 49 осіб/км². Було 1464 помешкання (17/км²).
Расовий склад населення:
| - 86,0 % — білих - 4,8 % — корінних американців - 0,3 % — азіатів - 0,2 % — чорних або афроамериканців - 0,1 % — вихідців з тихоокеанських островів - 6,0 % — осіб інших рас |

До двох чи більше рас належало 2,7 %. Частка іспаномовних становила 13,3 % від усіх жителів.
За віковим діапазоном населення розподілялося таким чином: 35,9 % — особи молодші 18 років, 52,8 % — особи у віці 18—64 років, 11,3 % — особи у віці 65 років та старші. Медіана віку мешканця становила 29,5 року. На 100 осіб жіночої статі у місті припадало 105,7 чоловіків; на 100 жінок у віці від 18 років та старших — 99,2 чоловіків також старших 18 років.
Середній дохід на одне домашнє господарство становив 63 307 доларів США (медіана — 53 918), а середній дохід на одну сім'ю — 71 664 долари (медіана — 54 658). Медіана доходів становила 50 246 доларів для чоловіків та 34 381 долар для жінок. За межею бідності перебувало 18,7 % осіб, у тому числі 30,8 % дітей у віці до 18 років та 2,4 % осіб у віці 65 років та старших.
Цивільне працевлаштоване населення становило 1755 осіб. Основні галузі зайнятості: освіта, охорона здоров'я та соціальна допомога — 25,4 %, будівництво — 19,4 %, мистецтво, розваги та відпочинок — 9,6 %, публічна адміністрація — 7,4 %.